# Rajmund z Lichtenburka
Rajmund z Lichtenburka (kolem 1265 – po 1329) byl český a moravský šlechtic z rodu pánů z Lichtenburka a zakladatel rodové větve Bítovských z Lichtenburka.
Narodil se kolem roku 1265 jako syn Smila z Lichtenburka a Alžběty z Křižanova. Možná byl vychováván v Rakousku. V pramenech se poprvé objevil roku 1278. Do roku 1296 žil s ostatními Lichtenburky v majetkovém nedílu a ve vyšší politice se příliš neangažoval. Když v roce 1296 zemřel Jindřich z Lichtenburka, hlava rodu a Rajmundův starší bratr, Lichtenburkové si rozdělili své panství. Rajmundovi připadlo město Brod (dnešní Havlíčkův Brod) s jeho doly a hrad Smrdov. Od této doby se začal objevovat na dvoře Václava II., který si ho značně oblíbil. Roku 1298 Václav Rajmunda jmenoval moravským zemským hejtmanem a do zástavy mu udělil hrad Bítov, jenž v Rajmundových rukou už zůstal. Za krátké vlády Václavova syna Václava III. Rajmund vykonával úřad nejvyššího lovčího. Václav III., ale možná až jeho nástupce, Rajmunda také jmenoval královským podkomořím.
Po Václavově zavraždění roku 1306 se Rajmund stal nejmocnějším mužem v království. Smrtí Václava III. vymřel rod Přemyslovců a česká šlechta proto začala hledat nového krále. Rajmund sice nejprve podporoval kandidaturu Jindřicha Korutanského, nakonec se ale podílel na dosazení Rudolfa Habsburského na český trůn. V roce 1307 směnil svůj hrad Smrdov za vesnice a pozemky kolem Brodu, na kterých vystavěl hrad Lipnici. Téhož roku zemřel Rudolf Habsburský a Rajmund se zasadil o to, aby se českým králem znovu stal Jindřich Korutanský, jemuž následně pomáhal ve válce proti Habsburkům. V roce 1308 se Rajmund ovšem značně zadlužil a musel se proto ve prospěch svého příbuzného Jindřicha z Lipé vzdát funkce podkomořího. I nadále se však angažoval ve vysoké politice a byl jedním z představitelů vládnoucí oligarchické kliky.
V roce 1309 se Rajmund stáhl do ústraní. O šest let později se po zatčení Jindřicha z Lipé nakrátko postavil do čela odboje Ronovců proti králi Janu Lucemburskému a zasadil se o propuštění pána z Lipé. V roce 1319 prodal lipnické panství a Jindřichovi z Lipé postoupil také město Brod s jeho doly. Následně odešel na jižní Moravu na svůj hrad Bítov, kde strávil zbytek života. Zemřel po roce 1329. Z manželství s jistou Adélou po sobě zanechal syny Jindřicha III. z Lichtenburka, Smila a Čeňka z Bítova.
Rajmund byl mecenášem dvorské poezie a na jeho popud Jindřich z Freibergu přebásnil příběh o Tristanovi.

## Život

### Dětství a mládí

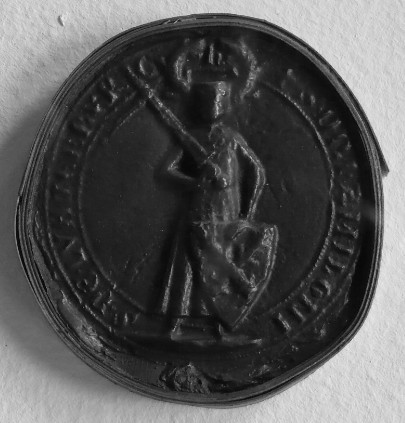
Pečeť Smila z Lichtenburka

Narodil se kolem roku 1265 jako nejmladší syn českého šlechtického předáka Smila z Lichtenburka z jeho druhého manželství s Alžbětou z Křižanova, dcery Přibyslava a Sibyly z Křižanova. Jeho otec však zemřel už roku 1269, tedy v době kdy měl Rajmund okolo čtyř let. Jeho matka Alžběta z Křižanova se o něj zřejmě nepostarala, protože se vzápětí po smrti svého prvního manžela vdala na Moravu za Hrabiše ze Švábenic. Starší bratři Jindřich z Lichtenburka, jenž se stal po otcově úmrtí hlavou rodu, a Smil II. z Lichtenburka Rajmunda proto zřejmě dali někam na vychování. Je to totiž mnohem pravděpodobnější než možnost, že by si Alžběta Rajmunda na Moravu odvezla s sebou. Vzhledem k Rajmundově pozdější zálibě v minnesangu a dvorské poezii není vyloučeno, že ho starší bratři dali na vychování do Rakouska.
V pramenech se Rajmund poprvé objevil v roce 1278, kdy spolu se svými bratry udělil horní a městská práva rodovému městu Brodu (dnešní Havlíčkův Brod). Na vydání další listiny se podílel až o tři roky později. Tentokrát se jednalo o prodej dvou vsí vilémovskému klášteru. V letech 1283 a 1287 se zúčastnil rodových sjezdů ve žďárském klášteře a roku 1289 na hradě Ronovci osvědčil listinu staršího bratra Jindřicha. Následně se však vytratil z pramenů a zmínky o něm existují až z druhé poloviny 90. let. Čím se Rajmund mezitím zabýval není známo. Podle Jana Urbana mohl pobývat v cizině nebo cestovat, což by u českých šlechticů nebylo tolik výjimečné.
Ve druhé polovině 90. let se Rajmund usadil na dvoře českého krále Václava II. Podle Josefa Šusty Rajmund a jeho příbuzný Jindřich z Lipé pod patronací pražského purkrabího Hynka z Dubé, jenž s nimi byl také spřízněný, koncem 13. století žili značně marnotratně, přičemž se neváhali zadlužit u pražských měšťanů. Podle Šusty tak oba činili proto, aby na sebe upozornili u královského dvora. Šusta tak soudil kvůli zápisům z formulářových sbírek, z nichž je patrno, že Rajmund a Jindřich pražským měšťanům skutečně dlužili značné částky. Šustův výklad ale vyvrátil Jan Urban, jenž uvedl, že podobné zadlužení u pražských patricijů bylo mezi šlechtici tehdy zcela normálním jevem. Zadlužoval se u nich dokonce i samotný Hynek z Dubé, který měl působit jako jakýsi patron obou mladíků. Rajmund byl navíc příliš urozený i bohatý na to, aby na sebe u královského dvora musel hýřivým životem upozorňovat. Král Václav II. ho podle Urbana tehdy už bezesporu dobře znal.
V roce 1296 zemřela dosavadní hlava rodu Jindřich z Lichtenburka, Rajmundův starší bratr. Lichtenburkové si proto rozdělili svá panství. Dosud totiž žili v majetkovém nedílu. Rajmundovi v tomto dělení připadl nepříliš významný hrad Smrdov se Střítěží a okolím, především ale polovina města Brodu s jeho doly. Druhou polovinu ovládal jeho starší synovec Hynek Krušina I. z Lichtenburka. Věkem i tím, že vlastnil rodový hrad Lichnici (Lichtenburk), se novou formální hlavou rodu stal Rajmundův další bratr Oldřich z Lichtenburka, jenž se však zabýval především hospodářským podnikáním a do vyšší politiky příliš nezasahoval. Nejvýraznější osobností lichtenburského rodu se proto stal Rajmund.

### Oblíbenec Václava II.

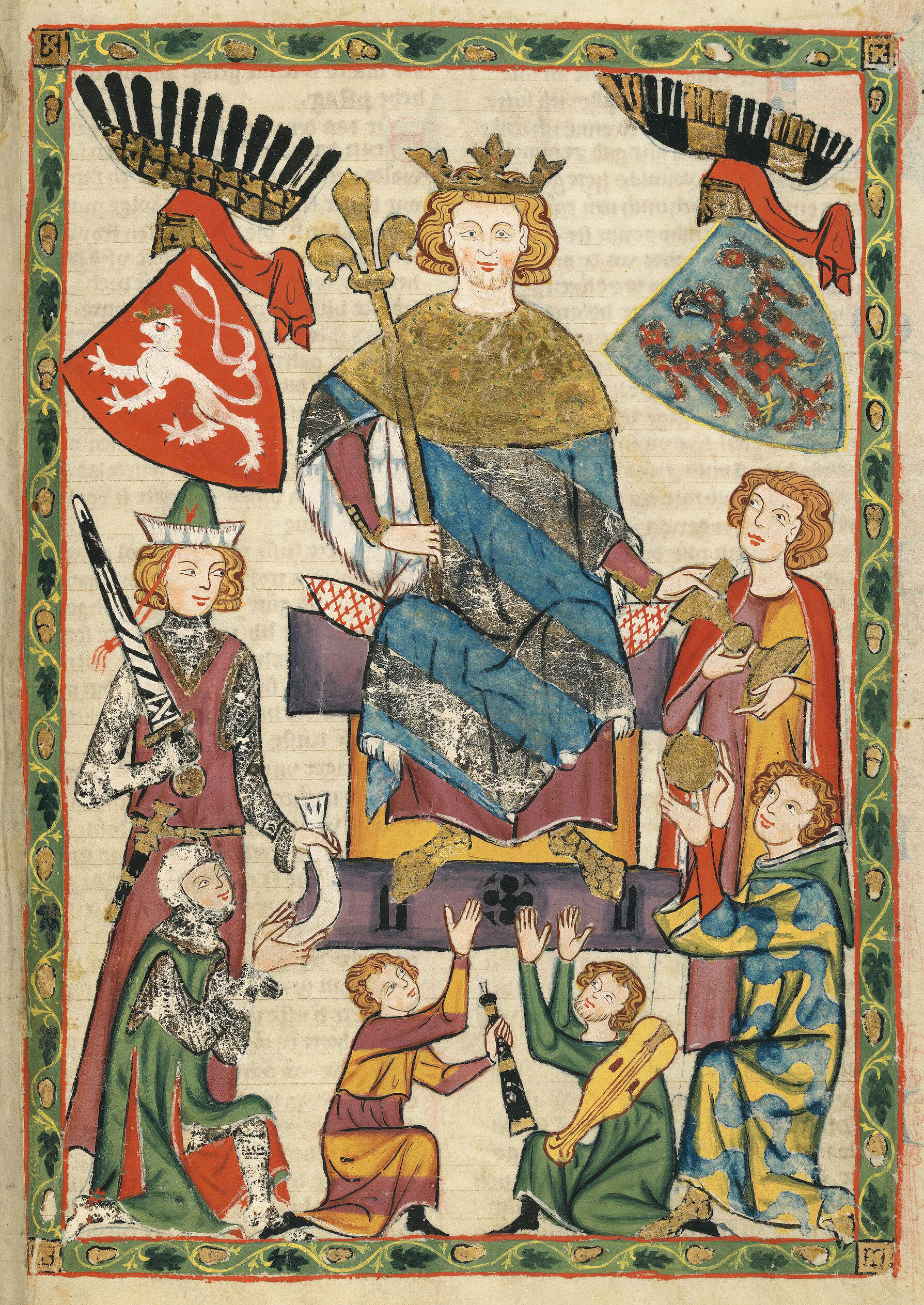
Václav II. jako autor milostných veršů (Codex Manesse)

Rajmunda z Lichtenburka si po jeho příchodu na královský dvůr brzy oblíbil král Václav II. Oba spojovala především záliba v dvorské poezii, kterou Václav II. nadšeně podporoval, poslouchal i skládal. Rajmund byl také mecenášem dvorské poezie. Na jeho popud jeho chráněnec Jindřich z Freibergu dokonce přebásnil příběh o Tristanovi z pera Gottfrieda ze Štrasburku. V dedikaci díla Jindřich chválil Rajmundovu chrabrost i štědrost a představil ho jako dokonalého rytíře. Záliba v poezii Rajmundovi pomohla k jeho vzestupu mezi nejmocnější a nejvlivnější muže v Českém království. Novější tradice ho kvůli tomu však stigmatizovala jako odrodilce, který podlézal Němcům. Jan Urban toto ocejchování však považuje za nespravedlivé.
V dubnu 1297 Rajmund svědčil, když Václav II. Albrechtovi ze Žeberka zabavoval Tachov. Složení skupiny přítomných pánů dokazuje, že na královském dvoře velmi posílila pozice ronovského klanu. O rok později Rajmund od krále obdržel nově vytvořený úřad moravského zemského hejtmana, stal se tedy správcem Moravského markrabství. Ctižádostivému Lichtenburkovi Václav zároveň zastavil významný hrad Bítov na řece Dyji, čímž nevědomky udělal první krok proto, aby byl tento hrad navždy zcizen z královského majetku. Rajmund se totiž později velmi vynasnažil o to, aby Bítov v jeho rukou už zůstal. Václav II. mu ho zastavil zřejmě proto, aby si Rajmunda udržel na neustále ohrožené jihomoravské hranici s Rakouskem. Z tohoto důvodu se pán z Lichtenburka asi také nezúčastnil následujících Václavových výbojů do Polska a obrany před vpádem římskoněmeckého krále Albrechta v roce 1304 do jižních Čech. Jak dlouho Rajmund vykonával funkci moravského zemského hejtmana není známé.

### První muž království

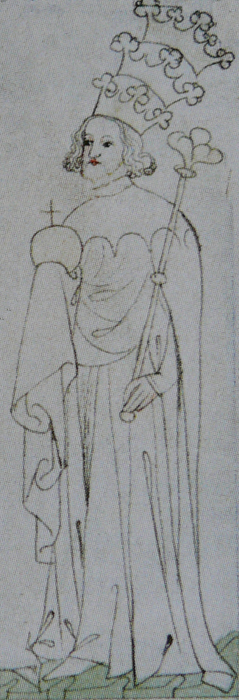
Václav III. (Zbraslavská kronika)

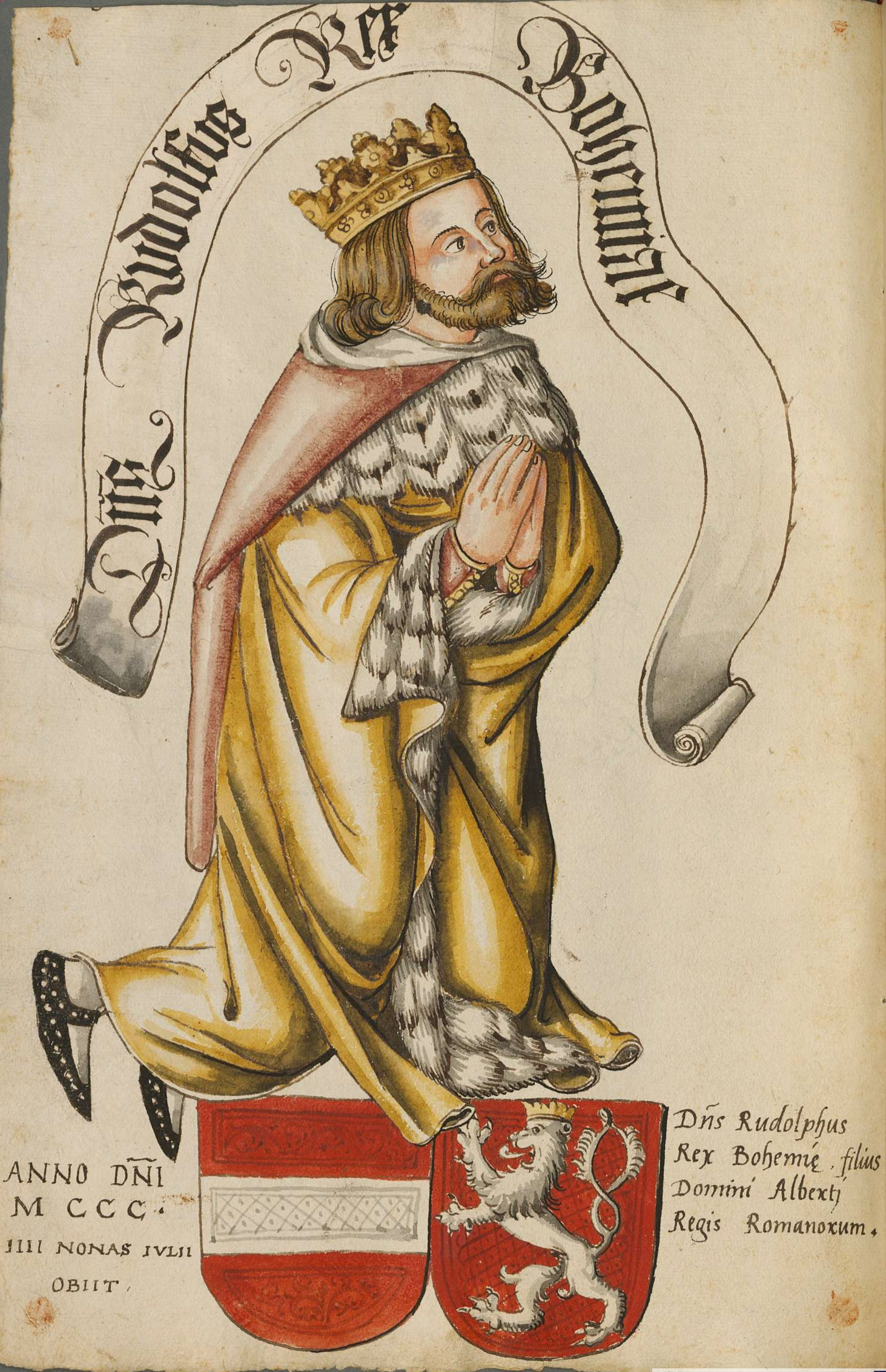
Rudolf Habsburský (fiktivní portrét ze 16. století)

Když Václav II. 21. června 1305 po dlouhé nemoci zemřel, na český trůn nastoupil jeho mladičký syn Václav III. Za jeho krátkého panování se Rajmund stal nejvyšším lovčím Čech i Moravy, jenž ovládal rozsáhlé královské hvozdy a mohl volně nakládat s volnou kolonizační půdou. Autor Zbraslavské kroniky Petr Žitavský barvitě popisoval, jak mladičký Václav neposlouchal rady starších a zkušenějších a začala jej ovládat šlechta, která do jeho blízkého okolí přidružila své mladé syny. Ti pak podle Petra Žitavského kazili a sváděli poddajnou Václavovu mysl k mnoha nepřístojnostem, k nezřízenému pohlavnímu životu, ponocování a nadměrnému pití, kterého využívali ke svému obohacení. Z opilého krále prý vymámili mnoho majetku – statky, vesnice i města. Josef Šusta kronikářovu vyprávění uvěřil a za jednoho ze šlechticů, kteří z mladého krále tímto způsobem tahali majetky, označil právě Rajmunda. Argumentoval listinou z roku 1306, kdy římský král Rajmundovi podle Šusty potvrdil majetky, jenž Rajmund na zesnulém Václavovi III. vymámil. Karel Maráz však došel k závěrům, že Petr Žitavský si vyprávění o vykořisťovaném Václavovi značně přibarvil. Václavem vydané listiny totiž jeho vyprávění o velkém rozdávání majetku šlechtě nepotvrzují. Maráz také upozornil na to, že Šustou zmíněná listina římského krále pouze obvyklým způsobem konfirmovala všechen Rajmundův majetek – o majetku vymámeném na králi se v ní nemluví. Podobný názor zastává i Jan Urban, jenž ale zároveň uznal to, že dvorný a obratný Rajmund Václavovi zřejmě značně imponoval. Lichtenburk si podle něj za své přátelství s Václavem nechal zaplatit, ať už se jednalo o zmíněný úřad nejvyššího lovčího nebo to, že mu král za poměrně nízkou cenu prodal velmi výnosné vesnice Černilov a Jasennou.
Dne 4. srpna 1306 při shromažďování vojska na tažení do Polska v Olomouci rukou neznámého vraha bez legitimních potomků zahynul poslední český král z rodu Přemyslovců Václav III. Novým českým králem byl zemským panstvem vzápětí zvolen vévoda Jindřich Korutanský, manžel dcery Václava II. Anny Přemyslovny. Za Jindřichovo zvolení se mimo jiné zasadil i Rajmund. Nárok na český trůn však vznesli i Habsburkové, kteří České země okamžitě vzali útokem. Zatímco římský král Albrecht Habsburský české hranice překročil ze západu a tábor rozbil u Loun, jeho syn Rudolf do Čech vpadl z jihu a utábořil se před Prahou. Od Jindřicha Korutanského se vzápětí odvrátila většina panstva a nově zvolený král byl donucen z Čech uprchnout. Následně proběhla jednání předních českých pánů s oběma Habsburky, u kterých pochopitelně nemohl chybět ani Rajmund. Tomu podle Josefa Šusty Albrecht Habsburský přislíbil velevýznamný a výnosný úřad nejvyššího podkomořího, jenž spravoval královy statky a finance a měl také příjmy z kutnohorských dolů.Podle Jana Urbana Rajmund tento post ale získal už na sklonku vlády Václava III. Albrecht mu tehdy tuto funkci a jeho majetky podle Urbana pouze konfirmoval, což uvedl i Vratislav Vaníček. Dne 16. října 1306 Rudolfa Habsburského šlechta zvolila český králem, a to i za Rajmundova přičinění. Druhý den se Rudolf oženil s vdovou po Václavovi II. Eliškou Rejčkou, čímž legitimizoval svůj nárok na český i polský trůn a stanul v čele Českého království.

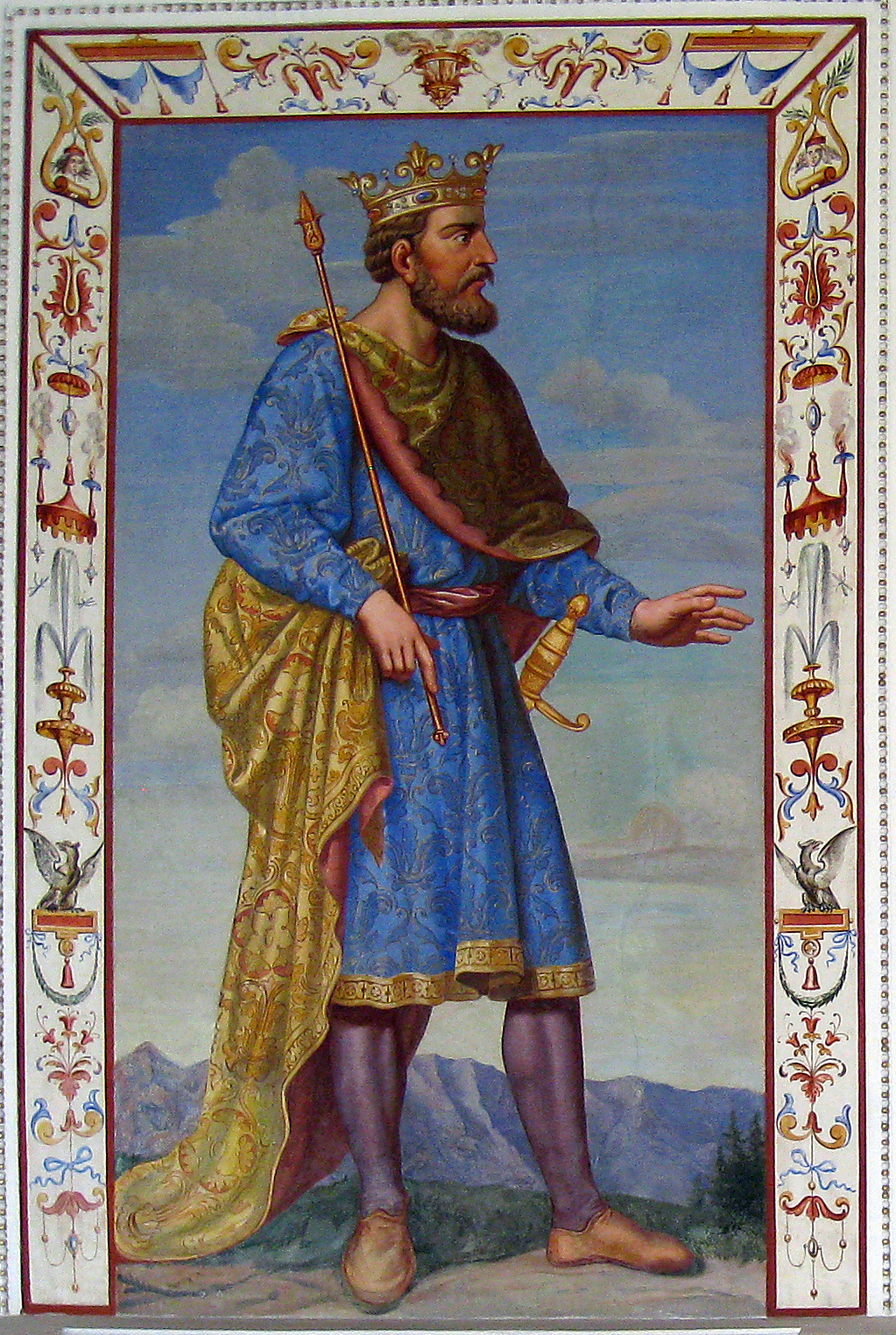
Malba Jindřicha Korutanského na zdi ve Španělském sále na zámku v Ambrasu u Innsbrucku

Novopečený český král Rudolf Habsburský po svém nástupu na český trůn zahájil velmi spořivou politiku, což Rajmunda z Lichtenburka i ostatní šlechtice jistě netěšilo. Po zemi o Rudolfovi proto brzy začaly kolovat vtipy a popěvky o „králi Kaše“ i o „králi Hokynářovi“. V lednu 1307 byl Rajmund patrně přítomen u toho, když římský král Albrecht udělil Čechy a Moravu ve společné léno jak Rudolfovi, tak jeho mladším bratrům. Albrecht zde vydal rovněž nový nástupnický řád, podle kterého v případě Rudolfovy smrti měl na český trůn nastoupit nejstarší z jeho mladších bratrů, čímž fakticky obešel Zlatou bulu sicilskou a zpochybnil volební právo české šlechty. Dne 3. července 1307 však král Rudolf před Horažďovicemi zřejmě podlehl úplavici, čímž začalo nové kolo zápasů o český trůn.
Ještě v červenci toho roku do jihozápadní Moravy sice vpadla vojska Rudolfova bratra Fridricha I. Sličného, avšak město Znojmo mu neotevřelo své brány a Fridrich proto zahájil jednání s moravským panstvem, které pro něj ale skončilo neúspěšně. Šlechtická frakce Ronovců v čele s Rajmundem z Lichtenburka a Jindřichem z Lipé nyní znovu změnila své stanovisko a namísto Habsburků podpořila kandidaturu Jindřicha Korutanského. V Praze mezitím vzplanuly boje mezi přívrženci Jindřicha Korutanského a stoupenci Habsburků, v nichž Rajmundův bratr Oldřich a synovec Hynek Krušina I. zavraždili vůdce prohabsburského tábora Dobeše z Bechyně. V Praze vzápětí na to vypuklo povstání prokorutanských patricijů a šlechticů, které odstranilo většinu přívrženců habsburské kandidatury a zajistilo tak předání české koruny Jindřichovi Korutanskému, jehož Praha uvítala v srpnu téhož roku. Korutanec si posléze s pomocí Rajmunda z Lichtenburka zajistil věrnost Kutné Hory, Kolína i Jihlavy a začal se připravovat na válku s Habsburky, kteří stále usilovali o českou korunu. Český král se Rajmundovi odvděčil tím, že potvrdil jeho držbu funkce podkomořího a 20. srpna 1307 mu daroval dosud zástavní hrad Bítov. Protože Jindřich nebyl schopen si v celém království získat skutečnou autoritu, vládu za něj de facto vykonávali panští předáci v čele s Rajmundem, jenž se tak stal nejmocnějším mužem ve státě. Ocitl se zcela na vrcholu své kariéry.

### Majetkový krach
Brzy se začalo ukazovat, že Rajmund své finanční schopnosti v úřadu podkomořího přecenil. Postupně vykonávání této funkce i svou vlastní finanční situaci přestával zvládat. Jindřich Korutanský se na trůně totiž udržoval jen díky neustálým půjčováním a odměňováním od panstva i patricijátu. Výkon funkce podkomořího se pro Rajmunda stával úvěrovou pastí, protože za královy obrovské dluhy zodpovídal on. Velké částky spolykala už jen obrana před vpádem Habsburků do Čech na podzim 1307, který pro Habsburky nakonec skončil velkým neúspěchem a jejich tažení zachránila jenom východočeská věnná města Elišky Rejčky, která jim jako jediná otevřela brány. Rajmund následně doprovázel Jindřicha Korutanského do Znojma, kde král místním měšťanům udělil mnoho privilegií.

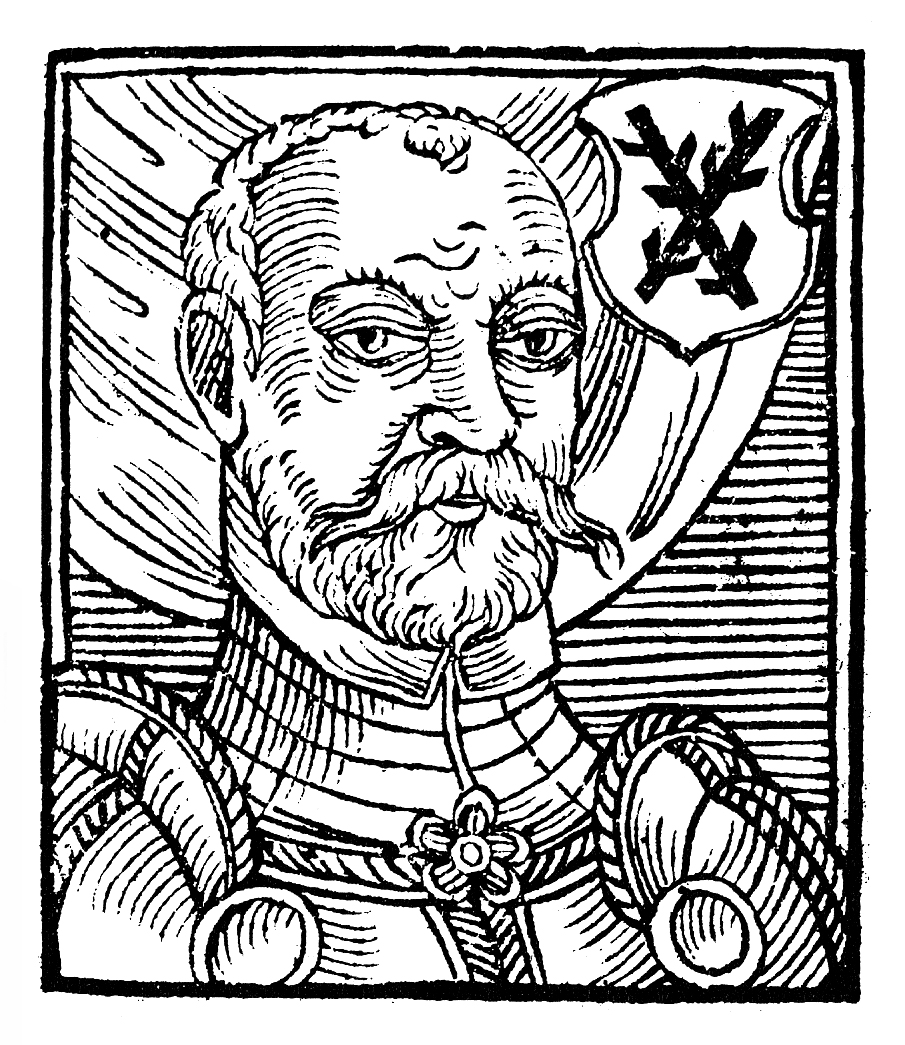
Jindřich z Lipé (fiktivní portrét od Bartoloměje Paprockého, Diadochus)

Rajmundovi pro zlepšení své neútěšné finanční situace nestačily jeho podkomorské výnosy z kutnohorské urbury, ani různé odměny, dary a výsluhy od často střídajících se českých králů a ani to, že si sem tam možná něco nakradl. Už v roce 1303 zastavil Bartoušov a Dlouhou Ves. V říjnu 1307 směnil hrad Smrdov s okolím za vesnice kolem svého nově zbudovaného hradu Lipnice. Stavební náklady na její výstavbu, stejně jako na přestavbu Rajmundem nově získaného Bítova, jeho finanční situaci jistě nezlepšilo. Vilémovskému klášteru byl zase Rajmund donucen prodat vsi kolem Brodu. Po roce 1306 prameny svědčí o tom, že Rajumnd postupem času zastavoval a prodával čím dál více statků, a to se všechny listiny o jeho finančních transakcích zřejmě nedochovaly. Počátkem roku 1308 Rajmund například znovu zastavil Bartoušov a Dlouhou Ves Sedleckému klášteru za půjčku 200 hřiven stříbra, kterou však nedokázal splatil. Musel proto zastavit i Jeníkov, Smilov, Květnov a Vysokou. Do svých úvěrových operací Rajmund zatáhl pravděpodobně i své příbuzné, čímž se začalo rozpadat celé lichtenburské dominium. V polovině roku 1308 se Rajmund ocitl zcela na pokraji bankrotu. Poslední ranou pro něj bylo mírové jednání mezi Jindřichem Korutanským a syny nečekaně zavražděného Albrechta Habsburského, kteří sice byli ochotni vzdát se nároků na český trůn, po Jindřichovi ale na oplátku požadovali vyplatit odstupné v hodnotě 45 tisíc hřiven. Obstarat tuto sumu bylo nad Rajmundovy síly. Pán z Lichtenburka se podle Jana Urbana proto přiklonil ke krajnímu řešení – před 5. červnem 1308 se souhlasem krále rezignoval na post podkomořího, a to ve prospěch svého velmi ambiciózního a obratného příbuzného Jindřicha z Lipé. Josef Šusta a Miloslav Sovadina vznesli domněnky, že Jindřich z Lipé k tomu kroku Rajmunda donutil. Tato možnost je podle Jana Urbana ale zcela vyloučená, protože oba Ronovci spolu i nadále udržovali vřelé vztahy.
V červnu 1308 došlo zřejmě z popudu Jindřicha z Lipé i Rajmunda z Lichtenburka k úřednímu vyúčtování, jež provedla komise v čele se spojenci obou Ronovců Petrem Andělovem a Hynkem z Dubé. Tato komise spočítala Rajmundovy pohledávky vůči královské komoře na závratných 9042 hřiven a jeden lot stříbra, jež se měla splácet z kutnohorské urbury po pravidelných týdenních splátkách v hodnotě nejprve 200 hřivnách a po umoření dvou třetin jenom po 100 hřivnách. Pokud by Rajmund zemřel, dlužná částka měla spadnout na jeho bratra Oldřicha a v případě Oldřichovy smrti na pána z Lipé. De facto se ale jednalo o jakési odstupné na státní útraty za Rajmundovu rezignaci na funkci podkomořího.

### Ve stínu Jindřicha zLipé
Ačkoli se Rajmund v na jaře 1308 ve prospěch Jindřich z Lipé vzdal funkce podkomořího, a pán z Lipé tak Rajmunda nahradil i v čele celé ronovské frakce, Lichtenburk si na politický vývoj v zemi i nadále udržel značný vliv. Dne 14. srpna přivěsil svou pečeť ke znojemskému smíru mezi Jindřichem Korutanským a Habsburky. Čeští páni na této smlouvě vystupují jako rovnoprávní podílnici státní moci. Faktické moci v království se následně chopila silná panská klika vedená Jindřichem z Lipé, ve které významnou roli hrál také Rajmund z Lichtenburka, Jan z Vartenberka, Jindřich Berka z Dubé nebo královský kancléř Petr Andělův. K nim se přidalo také několik patricijů, a to hlavně Jenslin z Rosenthalu, kterého pán z Lipé na úkor měšťanské rodiny Ruthardovců ustanovil kutnohorským rychtářem. V Praze byl oporou oligarchické vlády panské kliky zase patricij Wolfram.

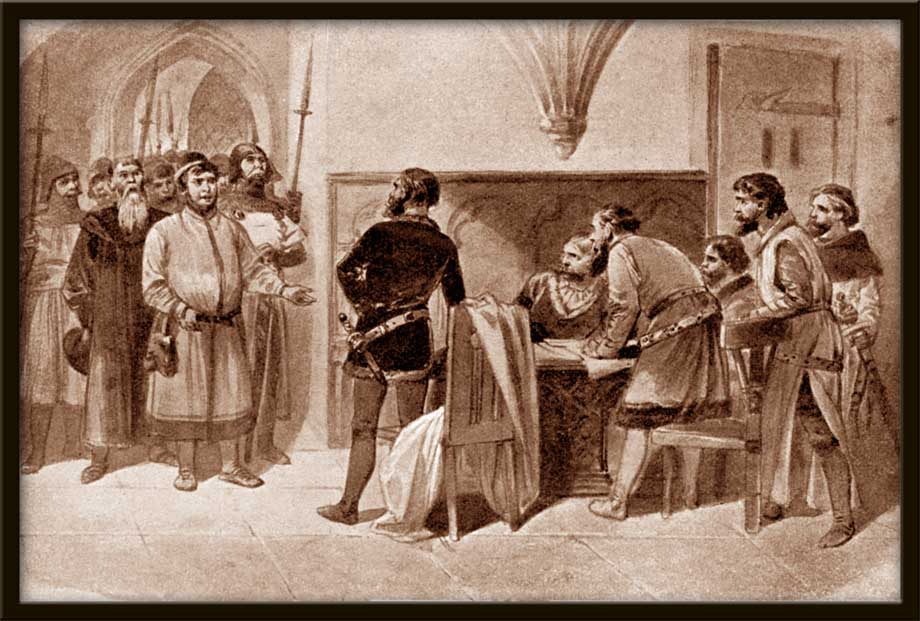
Emil Zillich, Zajetí pánů českých v klášteře Sedleckém

Odstavení Ruthardovců a vláda šlechtické kotérie však mezi měšťany budily značný odpor. V popředí nespokojenců stál Peregrin Puš, Mikuláš zvaný Thusintmark a rodiny Ruthardovců a Velfoviců v čele s Jakubem od Věže. Tito zámožní patricijové připravili plán, jak se v Kutné Hoře i Praze chopit moci a zajmout přívržence Jindřicha z Lipé. Svůj plán uskutečnili 15. února 1308, když v Sedleckém klášteře u Kutné Hory přenocovali Jindřich z Lipé, Jan z Vartenberka, Jenslin z Rosenthalu a švábský šlechtic Jan z Klingenbergu. Do kláštera vpadl houf ozbrojených horníků vedených Peregrinem Pušem a Ruthardovci, kteří přítomné pány zajali. Ve stejném okamžiku v Praze uskutečnili převrat Velfovici spolu s Mikulášem Thusintmarkem, kteří zde zajali Rajmunda z Lichtenburka, Petra Andělova a Jindřicha Berku z Dubé a ovládli tak celé město. Vzbouřenci zajatým pánům následně položili tvrdé podmínky. Požadovali po nich, aby se přední patricijské rody mohly podílet na vládě v království. Plánovali rovněž sňatky svých dětí s potomky zajatých pánů. Jakub Velfovic od Věže chtěl například vdát svou dceru za nejmenovaného Rajmundova syna. Jindřich z Lipé, Rajmund i další představitelé panské kliky s podmínkami na oko sice souhlasili, ale poté co je patricijové propustili, někdy na svátek svatého Jana Křtitele do Prahy vpadla jejich vojska. Strůjce únorového spiknutí vyhnali do ciziny a pán z Lipé se spolu s Rajmundem a dalšími svými přívrženci znovu zmocnil Prahy a Kutné Hory i faktické vlády v Čechách.
Roku 1309 Rajmund ustoupil z víru politiky do ústraní a věnoval se správě rodových statků. V roce 1310 povolil rodovému městu Brodu si za 200 hřiven stříbra vystavět kolem města kamenné hradby. Toto privilegium brodští měšťané sice získali už roku 1278 z iniciativy Rajmundova staršího bratra Jindřicha, ale kvůli finanční situaci se město muselo až do teď spokojit s dřevěnými hradbami. Rajmund město zároveň na deset let osvobodil od placení všech platů a cla v Habrech. Zároveň rozkázal, aby na výstavbu hradeb byly využity výnosy z městských lánů v hodnotě čtvrt kopy grošů. S Rajmundovými ustanoveními, která měla městu ulehčit jejich finanční situaci, souhlasili i vlastníci druhé poloviny města, Hynek Krušina I., Smil III., Václav Žlebský z Lichtenburka a Čeněk Žlebský z Ronovce. Výstavba brodských hradeb byla ukončena o pět let později. Jindřich Korutanský byl mezitím v roce 1310 poražen a vyhnán z Čech Janem Lucemburským, jenž se následně stal novým českým králem. V těchto událostech se Rajmund ale nijak neangažoval.
Rajmund ze svého ústraní vystoupil až roku 1315. Tehdy byl v boji o moc důvěrníkem královny Elišky Přemyslovny Vilémem Zajícem z Valdeka zajat a uvězněn na hradě Týřově Rajmundův spojenec Jindřich z Lipé. Vzápětí vypuklo povstání Jindřichových přívrženců, mezi nimiž hrál zásadní roli právě Rajmund. V dubnu 1316 se Rajmund podílel na uzavření smíru mezi oběma stranami, jejichž výsledkem bylo propuštění pána z Lipé. Jako záruku v případě neúspěchu mírových jednání Ronovci postavili své syny jako rukojmí, mezi nimiž figuroval i Rajmundův prvorozený syn Jindřich III. z Lichtenburka. Jako záruku Ronovci předložili také některé hrady, a to i Rajmund – hrady Vranov a Lipnici. Oba hrady i svého syna Rajmund po uzavření smíru nakonec dostal zpátky.

### Závěr života

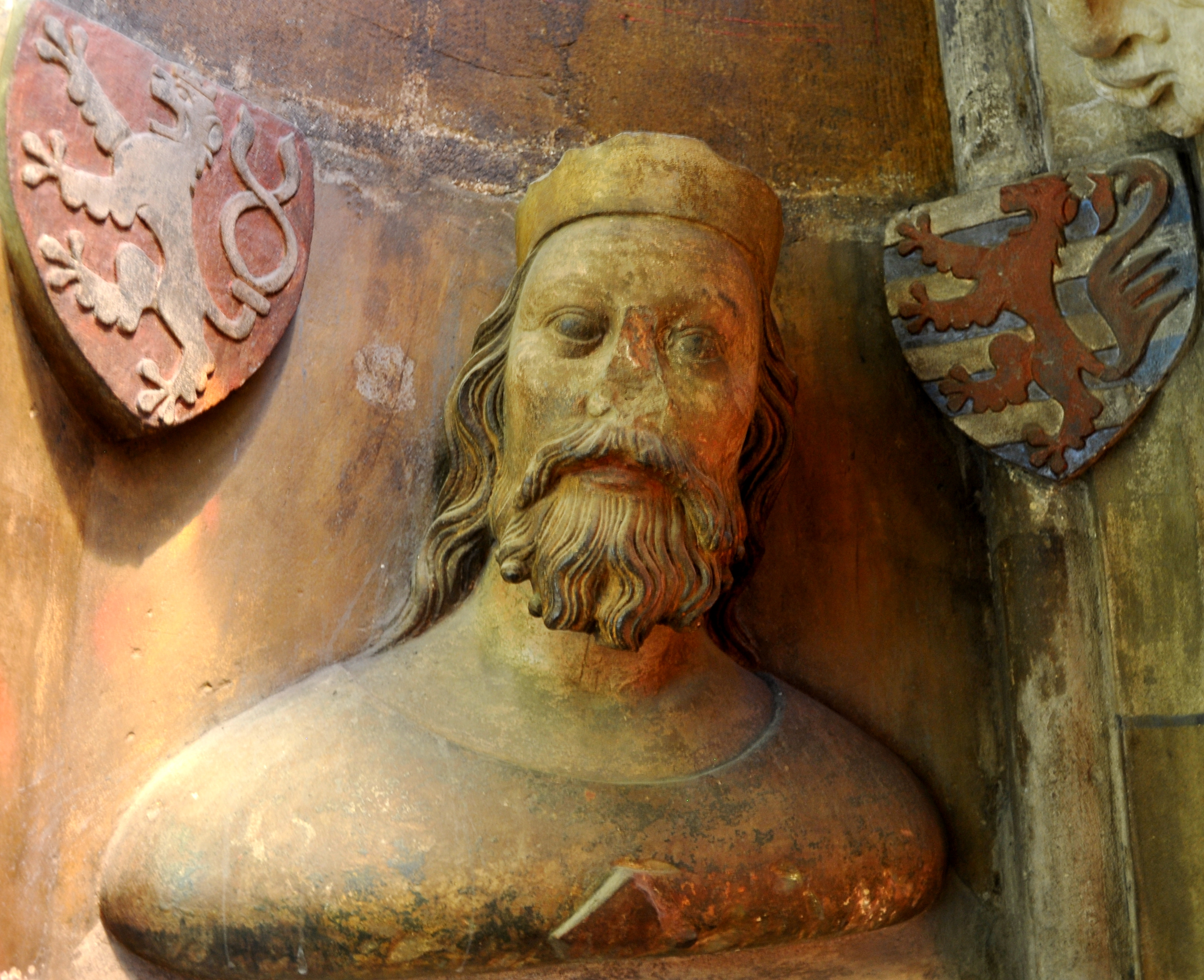
Busta Jana Lucemburského ve svatovítské katedrále

Ačkoli Rajmund v roce 1308 získal formou vyúčtování za své působení ve funkci podkomořího z královské komory více než 9 000 hřiven stříbra, ani tato závratná částka nestačila k umoření jeho dluhů. Náklady na domácí války mezi lety 1315 a 1318, ve kterých se Rajmund angažoval na straně Jindřicha z Lipé, také z Rajmundovy pokladny polykaly velké částky. Horší pro něj však bylo to, že začátkem 14. století se postupně vyčerpávala ložiska stříbra v lichtenburském brodském dominiu, která dříve byla hlavním zdrojem Rajmundových příjmů. V roce 1313 byl Rajmund donucen za 300 hřiven stříbra prodat vesnici Heroltice. Nakonec se uchýlil dokonce i k nezákonným a násilnickým postupům. V březnu 1318 totiž na hradu Lipnici uvěznil jihlavského měšťana Seybota Stehleina, jehož donutil rezignovat na všechny své pohledávky, a podobně Rajmund vydíral i měšťanku Christinu Brennerovou.
Mezi březnem a prosincem 1319 Rajmund prodal svůj hrad Lipnici s přilehlým panstvím Řehníkovi z Dražic. Ke konci roku 1319 proběhla významná trojsměna, které se zúčastnil Rajmund, král Jan Lucemburský a Jindřich z Lipé. Jan Lucemburský od Rajmunda za 2500 hřiven stříbra nejprve koupil město Brod a jeho doly, čímž se Rajmund definitivně zbavil svých dluhů. Zároveň českému králi za nějaké provinění Řehníka z Dražic soudním rozsudkem připadla Lipnice, již Řehníkovi v roce 1318 prodal právě Rajmund. Brod a okolí pak s Janem za své Žitavsko směnil Jindřich z Lipé. Rajmund se následně uchýlil na své bítovské jihomoravské panství, kde strávil zbytek života. V pramenech se pak objevoval, ač sporadicky, ještě přes celá 20. léta. Tehdy usiloval o rozšíření svého bítovského panství severním a západním směrem. Zároveň však musel čelit expanzivní politice Jindřicha z Lipé, který Rajmunda v roce 1323 připravil o zástavu hradu Vranova i vesnici Křtiny. Výsledkem Rajmundových snah bylo, že získal město Jaroměřice nad Rokytnou. Neúspěšně se pokoušel získat také Jemnici a hrad Frejštejn. Jako majitel Jaroměřic byl Rajmund v pramenech zmíněn k 1. červnu 1329, což je vůbec poslední zpráva o něm. Následně patrně zemřel.

## Majetek
Vývoj majetkové držby Rajmunda z Lichtenburka je uveden v kapitole Život. V této kapitole se nachází pouze podrobný popis jeho majetků.
Rajmundovo panství spravovali rychtáři jednotlivých měst a vesnic, na které dohlíželi vrchnostenští provinciální sudí.

### Brodsko

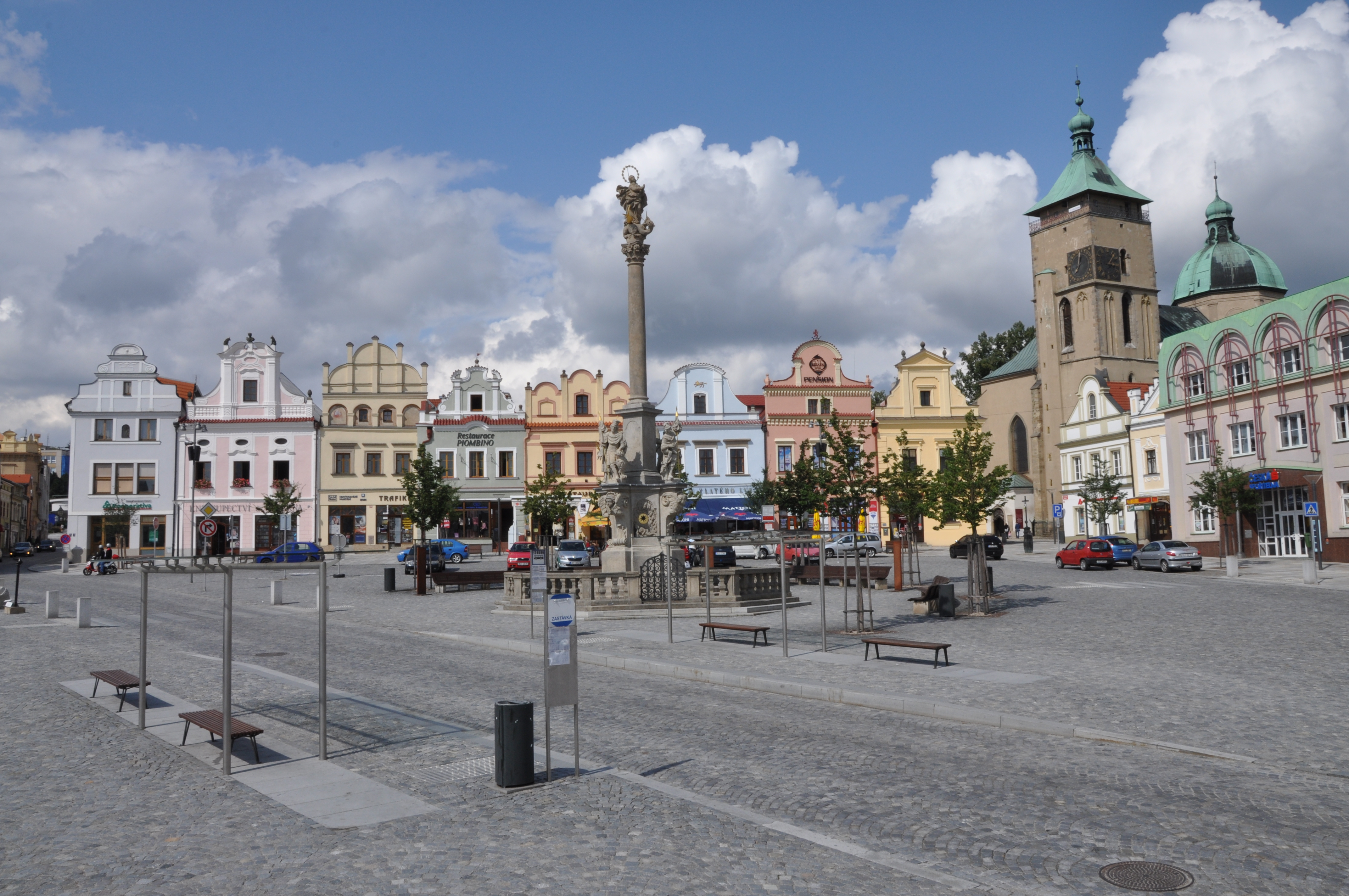
Havlíčkovo náměstí v Havlíčkově Brodě

Nejrozsáhlejší a nejvýznamnější majetky Rajmund do roku 1319 vlastnil na Havlíčkobrodsku, což byla díky místním stříbrným dolům neobyčejně výnosná oblast. Centrum jejich dominia v této lokalitě tvořilo město Brod (dnešní Havlíčkův Brod). Ke Brodu patřila řada vesnic a soustava dvorů a mlýnů. Stříbro se na Brodsku těžilo především kolem samotného Brodu. Doly existovaly u Stříbrných Hor, Simtan, Samotína, Puchperku, Dlouhé Vsi, Hohendorfu, Pohledu a Utína. Štoly se nacházely také u Bartoušova a Macourova. Poté, co se tato ložiska v 90. letech 13. století vyčerpala, těžba pokračovala především v povodí potoků Šlapanky a Žabince, kde se štoly nacházely u Petrkova, Svatého Kříže a Vysoké. Přestože hornictví v okolí Brodu mělo vlastní správu překrývající se s městskou správou, výtěžek z těchto dolů si nárokovali Lichtenburkové, ačkoli kontrolu nad všemi doly měl mít formou horního regálu král. V Brodu se měla nacházet mincovna, jež však byla začleněna do zemského správy a byla podřízena královskému mincmistrovi. Není vyloučeno, že Lichtenburkové měli na tuto mincovnu velký vliv. Možná ale provozovali vlastní mincovnu, ve které razili vlastní peníze. Brodská mincovna zanikla za vlády Václava II., který všechny mincovny soustředil do Kutné Hory.

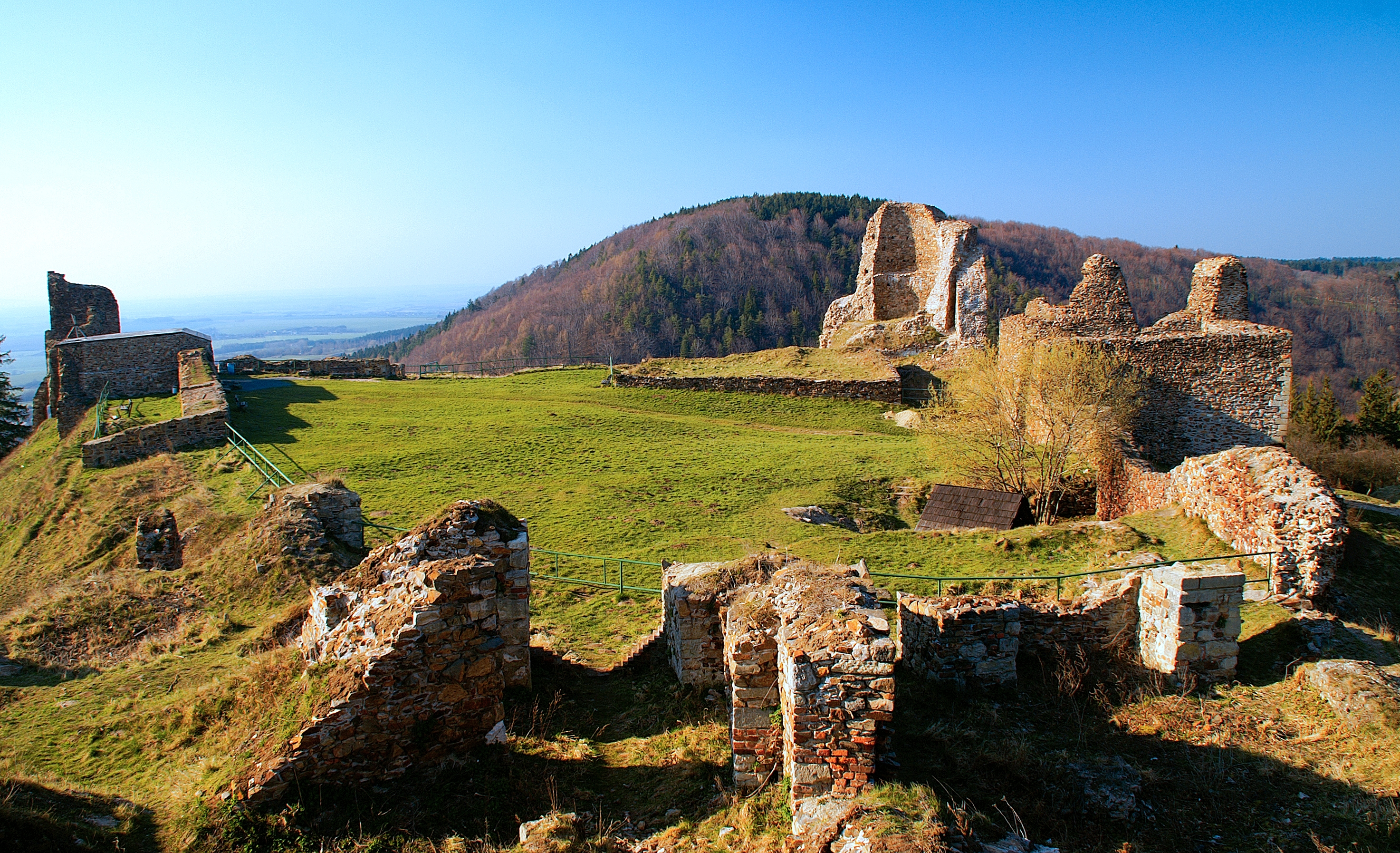
Zřícenina hradu Lichnice

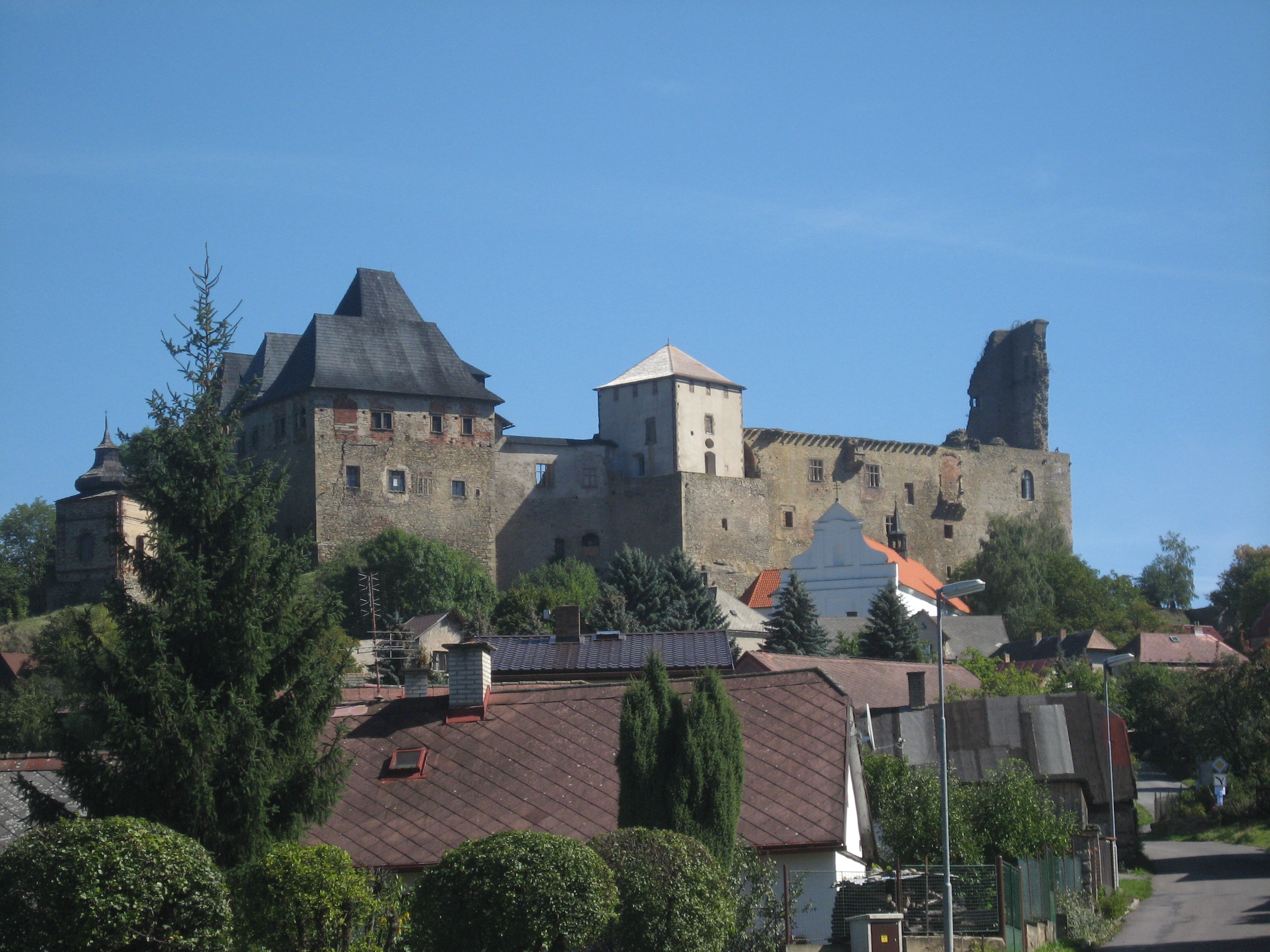
Hrad Lipnice

Vedle horního brodského okrsku se v Rajmundově společném majetku s ostatními Lichtenburky do roku 1296 nacházely další dva horní okrsky: šlapanovský a bělský. Ke Šlapanovu přiléhaly možná vesnice Pfaffendorf, Kamenná, Vysoká, Květnov, Smilov, Okrouhlička, Kochánov, Lípa a Suchá. Některé tyto vsi ale rovněž mohly patřit k Brodu. Střediskem dalšího horního okrsku lichtenbuského panství byla Bělá. Rezidencí Lichtenburků při jejich pobytech v Brodě byl hrad Ronovec, ke kterému patřilo zmíněné městečko Bělá, dále Dolní Krupá, Čachotín, Horní Krupá, Rozsochatec, Cibotín a Kojetín. Doklady o těžbě v této lokalitě existují pouze o Kojetíně.
Další državou Rajmunda s ostatními Lichtenburky byla do roku 1296 Chotěboř a její okolí, jež spadala pod lichtenburský hrad Lichnici (Lichtenburk). Vlastnili zde asi Svinný, Nemojov, Dobkov a Břevnici. Z hradu Lichnice (Lichtenburk) se mimo Chotěbořska spravovaly také lichtenburské statky táhnoucí se od Čáslavi směrem na východ až k Železným horám. Zde Lichtenburkové měli například dnes zaniklé Protivany a Stusyni nebo také možná Míčov, Rudov, Jetonice a Podhradí. Poblíž Lichtenburkům náležel také hrad Žleby, ke kterému patřila Uhelná Příbram, vesnice Žleby, Skovice, Markovice, Biskupice, Zaříčany, Tři Dvory, Koudelov, Ksiny a možná také Bílé Podolí tvořící spolu se Zaříčany nejsevernější lichtenburskou državu.
V roce 1307 poblíž Brodu Rajmund vystavil hrad Lipnici. Po roce 1296 mu totiž náležel pouze hrad Smrdov, jenž však nebyl pro šlechtického předáka Rajmundova formátu dost reprezentativní. K Lipnici přiléhalo menší panství tvořené vesnicemi Závidkovicemi, Řečicí, Radhostovicemi a Dietricilhotou.

### Další državy

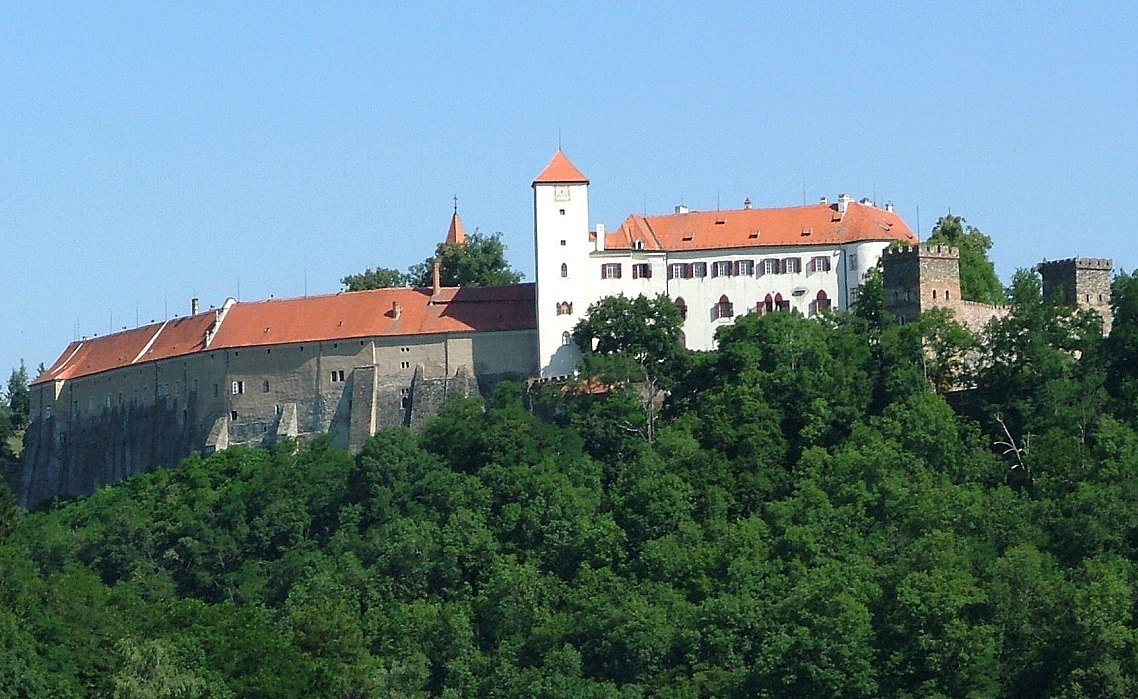
Hrad Bítov

Do roku 1296 Rajmund s ostatními Lichtenburky držel několik majetků v dolním Poohří. Nejednalo se však o souvislé panství, a není proto jisté co všechno zde Lichtenburkům patřilo. Tato oblast byla zřejmě poměrně lukrativní, protože byla velmi vhodná pro zemědělství a procházelo tudy několik obchodních stezek. Lichtenburkové zde možná vlastnil hrad Klapý (dnešní Hazmburk). Hospodářským centrem dominia v Dolním Poohří byly zřejmě Libochovice.
V povodí říčky Sázavy měl Rajmund do roku 1307 další nepříliš významný hrad Smrdov, ke kterému patřily vesnice Zboží, Bačkov, Lubno, Štěpanov a Vosičín. Podél potoka Žabince směrem k Jihlavě možná vlastnil Střítěž, Štoky, Zvonějov, Dobronín, Ždírec, Dobešov, Heroltice a Německý Šicndorf. Na Čáslavsku asi také Habry a Jeníkov. Západně od Chotěboře pod lichtenburské dominium spadal možná i Krucemburk. Směrem na východ na Moravu mezi lichtenburské statky náležely Kotlasy. Okraj lichtenburského panství na Čáslavsku tvořila tříšť malých statků a sídel drobných feudálů, ze kterých mnoho bylo leníky Lichtenburků. Lichtenburskými many mohli být majitelé Hostovlic, Jeníkova, Bojman, Markvartic, Licoměřic, Lipoltic, Tupadel, Lipky a Frýdnavy. Od roku 1306 Rajmund také vlastnil vesnice Černilov a Jasennou na Královéhradecku.
Na jižní Moravě měl Rajmund od roku 1307 hrad Bítov a k němu přilehlé poměrně rozsáhlé panství. Není však známé, jaké všechny vesnice do něj v první čtvrtině 14. století patřily. Rajmund poblíž Bítova možná vystavěl hrad Cornštejn, jehož stavebníky mohli být ale i Rajmundovi synové. Na Jižní Moravě krátce vlastnil také vesnici Křtiny a v zástavě i hrad Vranov. Ke konci života bítovské panství rozšířil o Jaroměř nad Rokytnou.

## Pečetě

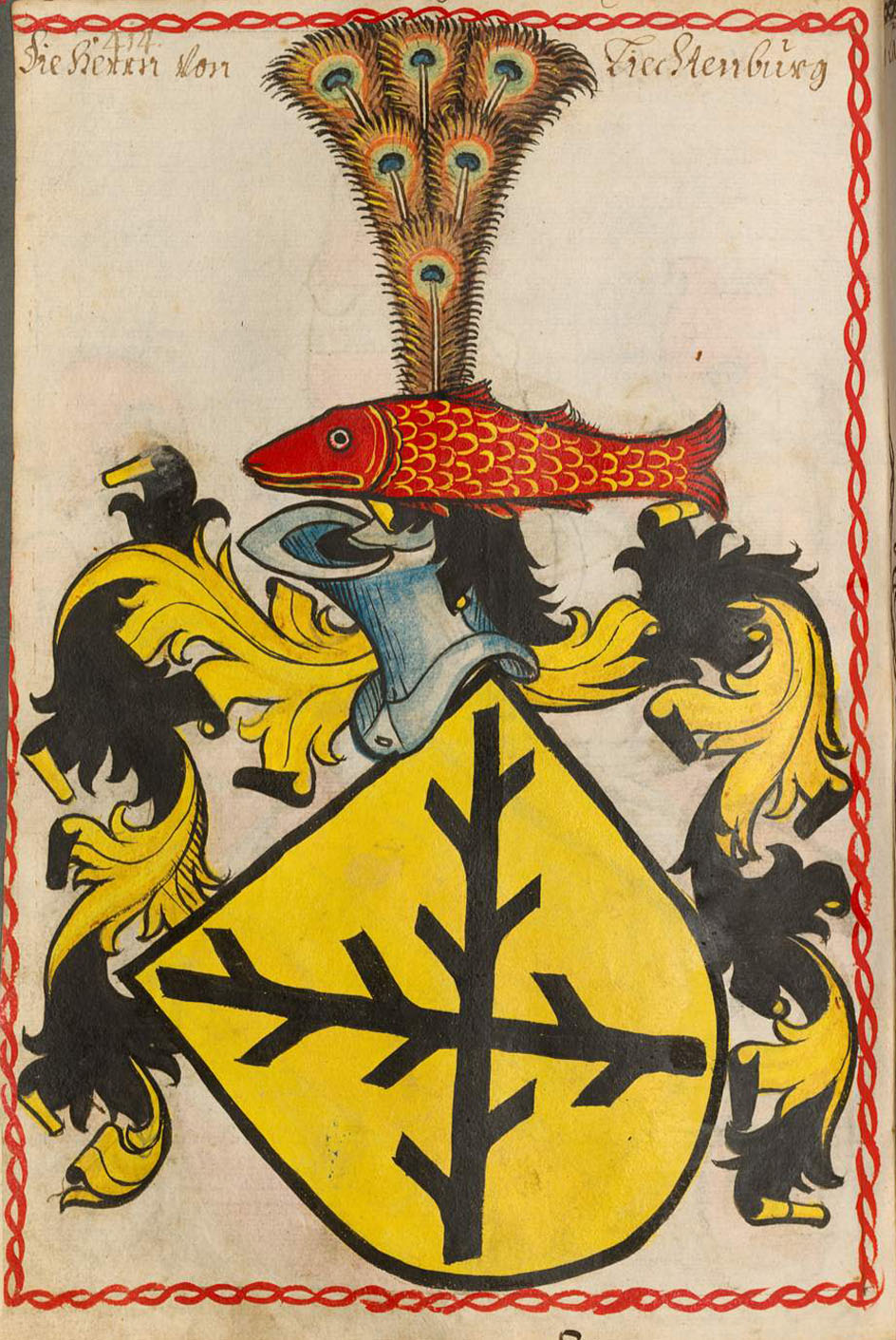
Erb pánů z Lichtenburka

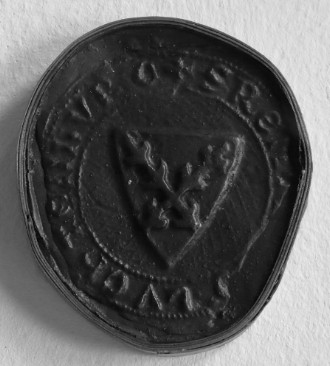
Rajmundova pečeť z roku 1303

Nejstarší pečeť Rajmunda z Lichtenburka se zachovala z roku 1303. Byla okrouhlá s průměrem 51 milimetrů a zhotovená z hnědého vosku. Na listinu ji notáři přivěsili červeno-zeleno-bílo-žlutými nitěmi. V poli měla gotický štít, v němž se nacházely zkřížené ostrve (sekané kmeny s pahýly větví). Plochu pole zdobily proražené routy. Pole asi odděloval perlovec. Vnější okraj měl také perlovec. Stál na ní gotickou majuskulí opis +S REM…LVCHTENBVRC.
Další Rajmundova dochovaná pečeť pochází z roku 1307. Tutéž pečeť Rajmund využil i v letech 1310 a 1314. Pečeť z roku 1307 byla na listinu přivěšena žluto-bílo-červeno-fialovými nitěmi. Pečetě z roku 1310 a 1314 notáři na listiny přivěsili pergamenovým proužkem. Tyto pečetě byly okrouhlé s průměrem 26 milimetrů. V poli měly gotické štíty a v nich zkřížené ostrve. Pole odděloval provazec. Vnější okraj měl také provazec. Stál na ní gotickou majuskulí opis +SDnI.REMVDI.DE.LEVChTEnBVRC.
Poslední Rajmundova dochovaná pečeť je z roku 1313. Na listině byla přivěšená pergamenovým proužkem. Byla okrouhlá s průměrem 27 milimetrů a zhotovená z hnědého nebo tmavého vosku. V poli měla gotický štít. Zachovala se ve velmi otřelém stavu.

## Hodnocení
Jan Urban Rajmunda zhodnotil jako velmi obratného a schopného politika, který se při dosahování svých politických cílů neštítil žádné špatnosti. Rajmund byl podle Urbana ctižádostivý i hrabivý. Zároveň mu však podle Urbana nechyběly vybrané rytířské mravy, což souvisí s tím, že nadšeně podporoval německou dvorskou poezii. Ačkoli ho za to novější tradice stigmatizovala jako odrodilce, který podlézal Němcům, Urban toto ocejchování odmítá. Českoněmecký historik Ludwig Schlesinger Rajmunda z Lichtenburka například považoval za zaníceného průkopníka germanizace v českých zemích.

## Potomci
1. manželství ∞ Adéla
- Jindřich III. z Lichtenburka (před 1301 – po 1328)
- Markéta z Lichtenburka, jeptiška
- Neznámá dcera ∞ pán z Planku
- Smil z Bítova (před 1316 – 1347)
- Čeněk z Bítova (před 1316 – 1345)